# Armilústrio
Armilústrio (em latim: Armilustrium) era um festival da antiga religião romana celebrado em homenagem a Marte, o deus da guerra, em 19 de outubro. Nesta data, as armas dos soldados romanos eram ritualmente purificadas e armazenadas durante o inverno.
O termo também designava o grande espaço aberto no monte Aventino onde o festival era celebrado.

## Ritual
O exército se reunia no Circo Máximo e se preparava com flores para uma revista das tropas. O ritual contava ainda com a presença de trumpetistas. Os romanos, por sua vez, se reuniam com suas armas e armaduras no "Armilústrio", no Aventino, de onde saíam em procissão com tochas e realizavam sacrifícios. Os sacerdotes de Marte conhecidos como sálios aparentemente também participavam da cerimônia.
Os festivais associados a Marte eram celebrados geralmente em março (o mês latino de Martius), batizado em sua homenagem, e em outubro, marcando o começo e o fim da época de campanhas militares. Entre os principais festivais estavam a Equírria, a corrida de carruagens sagrada, realizada em 27 de fevereiro e 14 de março, o Cavalo de Outubro, sacrificado em 15 de outubro, a Agonália, em 17 de março, o Quinquatro, outro ritual de purificação das armas antes da época das campanhas, em 19 de março, o Armilústrio e o Tubilústrio, a "purificação das trombetas", em 23 de outubro.